# Корнінг (містечко, Нью-Йорк)
Корнінг (англ. Corning) — місто (англ. town) в США, в окрузі Стубен штату Нью-Йорк. Населення — 5983 особи (2020).

## Демографія
Згідно з переписом 2010 року, у місті мешкало 6270 осіб у 2554 домогосподарствах у складі 1768 родин. Було 2707 помешкань
Расовий склад населення:
| - 94,1 % — білих - 2,8 % — чорних або афроамериканців - 1,5 % — азіатів - 0,3 % — корінних американців |

До двох чи більше рас належало 1,2 %. Частка іспаномовних становила 1,1 % від усіх жителів.
За віковим діапазоном населення розподілялося таким чином: 22,4 % — особи молодші 18 років, 62,5 % — особи у віці 18—64 років, 15,1 % — особи у віці 65 років та старші. Медіана віку мешканця становила 42,7 року. На 100 осіб жіночої статі у місті припадало 99,4 чоловіків;  на 100 жінок у віці від 18 років та старших — 99,7 чоловіків також старших 18 років.
Середній дохід на одне домашнє господарство  становив 88 742 долари США (медіана — 57 697), а середній дохід на одну сім'ю — 104 027 доларів (медіана — 72 670). Медіана доходів становила 57 616 доларів для чоловіків та 42 052 долари для жінок. За межею бідності перебувало 7,8 % осіб, у тому числі 9,4 % дітей у віці до 18 років та 9,0 % осіб у віці 65 років та старших.
Цивільне працевлаштоване населення становило 2968 осіб. Основні галузі зайнятості: освіта, охорона здоров'я та соціальна допомога — 29,1 %, виробництво — 21,6 %, мистецтво, розваги та відпочинок — 12,5 %, роздрібна торгівля — 7,4 %.